# Eurykratidés
Eurykratidés nebo Eurykratés II. (starořecky Εύρυκρατιδης) z královského rodu Agiovců byl král Sparty přibližně od roku 615 před Kr. do roku 590 před Kr.
Eurykratidés figuruje v seznamech antických historiků jako v pořadí třináctý panovník královského rodu Agiovců. Záznam let období jeho vlády je přibližný, neboť historická fakta, která by upřesnila dobu jeho nástupu na trůn a délku panování, nejsou známa.
Historik Hérodotos ve svém díle  Historie  zmiňuje Eurykratida jako jednoho z královských předků Leonida v jeho dynastické linii. O jeho činech z období vlády víme jen tolik, co zaznamenal Pausanias ve své knize  Popis Řecka , totiž že po druhé messénské válce, vedené po vzpouře Messéňanů proti Lakedaimoňanům (Sparťanům) Anaxandrův syn Eurykratidés a jeho syn León vedli neúspěšnou válku proti Tegei, která během druhé messénské války podporovala boj Messéňanů o svobodu.